# Arcadia (Louisiana)
Arcadia è un comune degli Stati Uniti d'America, situato nello Stato della Louisiana, in particolare nella parrocchia di Bienville, della quale è il capoluogo.